# 1327
1327 (MCCCXXVII) je bilo navadno leto, ki se je po julijanskem koledarju začelo na četrtek.

## Dogodki

### Anglija, Škotska
- 12. januar - Westminster: angleški Parlament ima pravni problem z odstavitvijo kralja Edvarda II., saj tega ne predvideva noben postopek ali pretekla praksa. Naposled najdejo rešitev, da Edvard II. abdicira v korist mladoletnega sina Edvarda III. ↓
- 21. januar → Angleški kralj Edvard II. "prostovoljno" abdicira v korist sina Edvarda III.. Regentstvo prevzameta kraljica Izabela in njen ljubimec Roger Mortimer, 1. grof March. Svoj delež rivalstva dobi tudi grof Henry, 3. grof Lancaster, ki skriva kralja pred najbolj vztrajnimi rojalisti. ↓

- 2. februar → Kronanje Edvarda III. za novega angleškega kralja. ↓
- 5. april → Henry, 3. grof Lancaster preseli Edvarda II., po novem ponovno Edvarda Caernarfona, v utrdbo Berkeley, Gloucestershire. Viri si nasprotujejo o ravnanju njegovih ječarjev z njim. ↓
- poletje → Več neuspešnih poskusov, da bi Edvarda II. osvobodili iz ujetništva in ga vrnili na prestol.
- 9. april - Škotska: umrlega škotskega plemiča iz hiše Stuartov Walterja Stewarta nasledi mladoletni sin in drugi v vrsti za škotsko krono Robert Stewart.
- 21. september - V ujetništvu umre/je umorjen odstavljeni angleški kralj Edvard II.. Večina zgodovinarjev se strinja, da je bil umorjen, čeprav tega ni mogoče z gotovostjo potrditi. Edini prepričljivi vzrok naravne smrti bi bila depresija, v katero je zapadel po odstavitvi. Novi kralj in njegov sin Edvard III. za smrt očeta okrivi Rogerja Mortimerja. 1328 ↔
- oktober - Kraljica-mati Izabela ubere realpolitični pristop in začne pogajanja s Škoti za razrešitev političnega statusa Škotske. 1328 ↔
- 11. december - Po smrti canterburyjskega nadškofa Walterja Reynoldsa je za novega izvoljen Simon Mepeham, ki ga je predlagal grof Henrik Lancasterski. Kraljici Izabeli in regentu Mortimerju ne uspe vsiliti svojega kandidata. Simon Mepehan je posvečen naslednje leto.
- 23. december - V London prispe Filipa Hainauška, zaročenka kralja Edvarda III. in hčerka holandskega grofa Vilijema III., ki je prejšnje leto pomagal prepeljati Izabelino invazijsko vojsko čez Kanal. 1328 ↔
- Škotski kralj Robert Bruce zboli s hudo kožno boleznijo, ki jo sodobniki označujejo z gobavostjo.[1] Kralja Roberta bolezen paralizira. 1328 ↔

### Bizantinsko cesarstvo
- januar - Bizantinski socesar Andronik III. Paleolog, ki je v državljanski vojni s cesarjem in dedkom Andronikom II., osvoji drugo največje mesto v cesarstvu Solun.
- Potem ko si je francoski kralj Karel IV. prišil križ, se odzove diplomacija bizantinskega cesarja Andronika II. Paleologa, ki začne z uveljavljeno taktiko zavlačevanja pod pretvezo združevanja Latinske in Grške cerkve. Francoski odposlanci, ki so pripravljeni opraviti pogajanja, najdejo Konstantinopel na vrelišču državljanske vojne, zato se vrnejo nazaj v Francijo.
- 13. maj - Sklenjen je skrivni Černomenski sporazum med Andronikom III. in bolgarskim carjem Mihaelom Asenom III.[2] proti srbskemu kralju Štefanu Dečanskemu. Mihael Asen III. odslovi svojo soporogo, sestro srbskega kralja Ano, ter se poroči z bizantinsko princeso Teodoro Paleologino. Po sklenitvi sporazuma pošlje bolgarski car v Konstantinopel vojaško pomoč Androniku II., kar pa je samo pretveza, da bi ga ujel in se polastil mesta. Ostareli cesar spredvidi njegovo nakano in bolgarski vojski ne pusti v mesto. 1328 ↔

### Inkvizicijske preiskave
- 23. oktober - Papež Janez XXII. razglasi 5 tez iz dela  Marsilija Padovanskega »Branitelj miru« (Defensor pacis) za heretične in ga obtoži katarstva. Kljub razmeroma majhnemu izboru spornih tez iz izrazito protipapeškega dela so te dovolj, da papež Marsilija izobči.
- Inkvizicijski proces proti nemškemu pridigarju in filozofu Mojstru Eckhartu. Inkvizicijska komisija 150 spornih tez iz Eckhartovih razprav skrči na 28. Eckart se odpravi v Avignon, da bi se branil pred obtožbami. 1328 ↔
- Pod inkvizicijsko preiskavo se znajde tudi mojster reda frančiškanov Mihael iz Cesne, ki je zagovornik striktnega uboštva. 1328 ↔

### Ostalo
- 29. januar - Po smrti pfalškega grofa Adolfa Wittelsbaškega se Renski palatinat vrne nemškemu kralji in njegovemu stricu Ludviku IV.
- 6. april[3] - Avignon: toskanski pesnik Petrarka sreča (poročeno) žensko, ki jo poimenuje Lavra in iz katere sčasoma napravi svojo pesniško muzo.[4]
- 31. maj - Milano: kronanje nemškega kralja Ludvika IV. Wittelsbaškega za kralja Italije[5]. 1328 ↔
  - V (gibelinskem) Milanu odstavi vladarja Galeazza I. Viscontija, ki je simpatiziral s papeško stranko (gvelfi). Galeazza nasledi sin Azzone Visconti.

- 21. junij - Norveška regentka in kraljica-mati Ingeborg Hakonardottir se poroči z ljubimcem Knutom Porsejem, zato ji regentska pooblastila vzame še norveški parlament.
- junij - Sveti sedež s papežem Janezom XXII. po skoraj sto letih obnovi diplomatske vezi z mameluškim Egiptom, ki ga vodi sultan Al-Nasir Muhamad. Papež sultana v poverilnem pismu prosi, naj spoštljivo ravna s krščanskimi podaniki in varuje kraje, ki so sveti v krščanstvu. Dosti manj diplomatske taktike pokaže francoski kralj Filip VI. tri leta kasneje → 1330.
- julij -  Vojna za rügensko nasledstvo: mecklenburški baron Henrik II. ponovno vpade v Rügensko kneževino[6] in Pomeranijo. Knez Vartislav II.[7] je nemočen in zaman pričakuje pomoč danskega regenta Gerharda III. Holsteinskega. 1328 ↔
- 15. avgust - Tver, Rusija: meščani Tvera pokoljejo tatarsko odposlanstvo iz Zlate horde, ki ga vodi bratranec kana Uzbega. Tverski kronisti trdijo, da je hotel umoriti kneza Aleksandra Mihajloviča, prevzeti oblast v mestu in uvesti islam, kar pa je malo verjetno. Uzbeg kan združi moči z moskovskim knezom Ivanom Kalitom in popolnoma opustoši Tver. Aleksander Mihajlovič se zateče v Pskov, ki ga v trenutnem brezvladju razglasi za novega kneza mesta. 1328 ↔
- 20. oktober - Umrlo grofico Urgella Teresa d'Entença nasledi njen mlajši sin Jakob I.. Regentstvo prevzame njen soprog, aragonski prestolonaslednik Alfonz IV.
- 2. november - Umrlega aragonskega kralja Jakoba II. nasledi drugi sin Alfonz IV., ki poleg starejših nazivov (kralj Aragonije in Valencije, grof Barcelone), podeduje še novejše (kralj Sicilije[8], Sardinije in Korzike).
- Francoski kralj Karel IV. prepriča burbonskega barona in grofa Clermonta Ludvika I., da med sabo zamenjata grofiji Clermont in La Marche. Kralj se mu za menjavo zahvali tako, da Ludvika I. in njegovo hišo Burboncev povzdigne v vojvodsko hišo.
- Rekonkvista: evropski vladarji se ne odzovejo na predlog kastiljskega kralja Alfonza XI. za skupno križarsko vojno proti mavrskemu Granadskemu emiratu, zato sam začne vojno proti Mavrom. Tega leta zavzame manjše utrdbe Olvera, Pruna in Torre Alhaquime na skrajnem zahodnem delu emirata. 1330 ↔
- Herat, Ilkanat: umorjen je ilkanatski general Amir Čupan Solduz, ki je s svojo bojevitostjo predstavljal trn v peti ilkanatskega kana Abu Saida. V tem in naslednjem letu so umorjeni še ostali Čupanovi sinovi. V Zlato hordo uspe pobegniti edino Amir Hasan. Ilkanatsko plemiško hišo Čupanidov reši čupanidska princesa Bagdad Katun, v katero se zaljubi in z njo poroči kan Abu Said.
- Indija: čagatajski princ Tarmaširin vpade s plenilsko vojsko v Delhijski sultanat. Delhijski sultan Muhamad bin Tuglak mu ponudi visoko odkupnino, nakar se Mongoli vrnejo nazaj v Čagataj. Sultan nato preseli prestolnico skupaj s prebivalci iz Delhija v varnejši Daulatabad na Dekanski planoti. Selitev, ki je slabo organizirana in terja številne žrtve, slabo vpliva na razpoloženje podanikov.  
  - Istočasno je Delhijski sultanat v vojni s hindujskim kraljestvom Hojsala v južni Indiji, ki se pred premočnim nasprotnikom zateče h gverilskemu bojevanju. 1336 ↔
- Umrlega kmerskega kralja Indradžajavarmana nasledi Džajavarman Paramešvara.
- Bavarska: požar uniči večino mesta München. Ker gre za de facto prestolnico Nemčije, ga rimsko-nemški cesar/bavarski vojvoda Ludvik IV. ukaže posodobiti in razširiti z novim obzidjem.
- Jean Buridan postane rektor Pariške univerze.
- Okcitanija: inkvizitor Jacques Fournier je prepričan, da je izkoreninil katarstvo. Za nagrado ga papež Janez XXII. povzdigne v kardinala.
- Angleški matematik in astronom Rihard iz Wallingforda opiše v delu Tractatus Horologii Astronomici navodila za izgradnjo astronomske ure. Gre za precej zapleteno napravo, ki je končana šele 20 let po njegovi smrti.
- Potovanja Ibn Batute: potem, ko je pol leta bival v ilkanatskem Iraku, se Ibn Batuta ponovno odpravi na hadž v Meku. Vmes stakne diarejo. V Meki ostane naslednja tri leta.[9] 1329 ↔
- Beneški frančiškanski misijonar Odorik iz Pordenoneja se s Kitajske začne vračati proti domovini. Ubere nekoliko zahtevnejšo pot preko Tibeta, Transoksanije in Perzije. 1330 ↔

## Rojstva
- 30. oktober - Andrej Kalabrijski, madžarski princ, neapeljski kralj, vojvoda Kalabrije († 1345)
- Baldus de Ubaldis, italijanski (bolognjski) pravnik († 1400)
- Bassui Tokušo, japonski zen budistični menih († 1387)
- Carlos de la Cerda, kastiljsko-francoski plemič, grof Angoulêmeja († 1354)
- Dmitrijus Algirdaitis, litvanski princ, ruski plemič († 1399)
- papež Gregor XII. († 1417)
- William Douglas, škotski plemič,  1. grof Douglas († 1384)

## Smrti
- 29. januar - Adolf Wittelsbaški, pfalški grof (* 1300)
- 3. februar - Henrik Habsburški, avstrijski vojvoda (* 1299)
- 9. april - Walter Stewart, škotski plemič, 6. High Steward (* 1296)
- 16. avgust - Sveti Rok, francoski dobrodelnik, zavetnik pred kugo (* 1295)
- 19. avgust - Amerigo di Piacenza, italijanski učenjak, 12. mojster dominikanskega reda
- 1. september - Fulk de Villaret, veliki mojster vitezov hospitalcev
- 21. september - Edvard II., angleški kralj (* 1284)
- 26. september - Cecco d'Ascoli, italijanski enciklopedist, zdravnik, pesnik (* 1257)
- 20. oktober - Teresa d'Entença, grofica Urgella (* 1300)
- 27. oktober - Elizabeta de Burgh, škotska kraljica (* 1289)
- 2. november - Jakob II., aragonski kralj (* 1267)
- 16. november - Walter Reynolds, canterburyjski nadškof
- 19. december - Neža Francoska, hči Ludvika IX., burgundska vojvodinja, regentinja (* 1260)
- Amir Čupan Solduz, ilkanatski general
- Ašer ben Jehiel, nemški judovski rabin, talmudist (* 1250)
- Bartolomej iz Lucce, italijanski zgodovinar (* 1236)
- Indradžajavarman, kmerski kralj
- Nikefor Humno, bizantinski državnik, teolog, filozof (* 1250)
- Ren Renfa, kitajski slikar (* 1254)
- Vital du Four, francoski kardinal, teolog, filozof (* 1260)